# Rolleboise
Rolleboise és un municipi francès, situat al departament d'Yvelines i a la regió de Illa de França. L'any 2007 tenia 408 habitants.
Forma part del cantó de Bonnières-sur-Seine, del districte de Mantes-la-Jolie i de la Comunitat urbana Grand Paris Seine et Oise.

## Demografia

### Població
El 2007 la població de fet de Rolleboise era de 408 persones. Hi havia 152 famílies, de les quals 40 eren unipersonals (12 homes vivint sols i 28 dones vivint soles), 28 parelles sense fills, 52 parelles amb fills i 32 famílies monoparentals amb fills.
La població ha evolucionat segons el següent gràfic:
Habitants censats

### Habitatges
El 2007 hi havia 183 habitatges, 155 eren l'habitatge principal de la família, 10 eren segones residències i 18 estaven desocupats. 142 eren cases i 39 eren apartaments. Dels 155 habitatges principals, 107 estaven ocupats pels seus propietaris, 43 estaven llogats i ocupats pels llogaters i 5 estaven cedits a títol gratuït; 10 tenien una cambra, 22 en tenien dues, 19 en tenien tres, 31 en tenien quatre i 73 en tenien cinc o més. 96 habitatges disposaven pel capbaix d'una plaça de pàrquing. A 57 habitatges hi havia un automòbil i a 80 n'hi havia dos o més.

### Piràmide de població
La piràmide de població per edats i sexe el 2009 era:
| Homes | Edats   | Dones |
| ----- | ------- | ----- |
| 0     | 95 o +  | 0     |
| 0     | 90 a 94 | 0     |
| 4     | 85 a 89 | 0     |
| 0     | 80 a 84 | 0     |
| 8     | 75 a 79 | 4     |
| 8     | 70 a 74 | 16    |
| 0     | 65 a 69 | 8     |
| 20    | 60 a 64 | 4     |
| 12    | 55 a 59 | 8     |
| 4     | 50 a 54 | 28    |
| 12    | 45 a 49 | 8     |
| 16    | 40 a 44 | 4     |
| 24    | 35 a 39 | 16    |
| 16    | 30 a 34 | 20    |
| 16    | 25 a 29 | 20    |
| 4     | 20 a 24 | 4     |
| 24    | 15 a 19 | 4     |
| 16    | 10 a 14 | 20    |
| 20    | 5 a 9   | 8     |
| 16    | 0 a 4   | 16    |

## Economia
El 2007 la població en edat de treballar era de 281 persones, 198 eren actives i 83 eren inactives. De les 198 persones actives 169 estaven ocupades (90 homes i 79 dones) i 29 estaven aturades (17 homes i 12 dones). De les 83 persones inactives 21 estaven jubilades, 26 estaven estudiant i 36 estaven classificades com a «altres inactius».

### Ingressos
El 2009 a Rolleboise hi havia 161 unitats fiscals que integraven 415,5 persones, la mediana anual d'ingressos fiscals per persona era de 17.993 €.

### Activitats econòmiques
Dels 23 establiments que hi havia el 2007, 1 era d'una empresa de fabricació d'altres productes industrials, 8 d'empreses de construcció, 2 d'empreses de comerç i reparació d'automòbils, 3 d'empreses d'hostatgeria i restauració, 2 d'empreses d'informació i comunicació, 1 d'una empresa financera, 3 d'empreses immobiliàries, 1 d'una empresa de serveis i 2 d'empreses classificades com a «altres activitats de serveis».
Dels 10 establiments de servei als particulars que hi havia el 2009, 1 era un taller de reparació d'automòbils i de material agrícola, 4 paletes, 2 lampisteries, 1 electricista, 1 perruqueria i 1 restaurant.

## Poblacions més properes
El següent diagrama mostra les poblacions més properes.